# Aleksa Jovanović
Pour les articles homonymes, voir Jovanović.
Aleksa Jovanović (en serbe cyrillique : Алекса Јовановић ; né le 19 août 1846 à Ćuprija et mort le 6 mai 1920 à Belgrade) était un juriste et un homme politique serbe. Il fut ministre et président du Conseil du royaume de Serbie. 

## Biographie
Aleksa Jovanović alla à l’école primaire de Negotin. Il suivit ensuite ses études secondaires à Belgrade, puis il étudia à la faculté de droit de l'université de la capitale. 
Il fut ensuite juriste à Kragujevac, à Kraljevo puis au ministère de la Justice à Belgrade. 
De 1874 à 1878, il fut juge aux tribunaux de Smederevo et de Kruševac, puis président de tribunal à Niš puis à Belgrade. 
De 1884 à 1890, il fut membre de la Cour de Justice. 
De 1890 à 1894, Aleksa Jovanović fut chef de service au ministère de la Justice, puis, de 1894 à 1899, de nouveau membre de la Cour de Justice. En juin 1899, il devint président de la Cour d’appel.
Du 25 juillet 1900 au 3 avril 1901, il fut le Premier ministre du roi Alexandre Ier.  Il exerça en même temps la fonction de ministre des Affaires étrangères puis celle de ministre de la Justice. 
En septembre 1901, il fut nommé au Conseil d’État. 
Aleksa Jovanović fut aussi l’auteur de nombreux articles et ouvrages, dans les domaines du droit, de l’histoire et de la littérature. En 1900, il publia ses Contributions à l’histoire du droit en Serbie et, en 1906, Le Ministère d’Aleksa Jovanović.